# 埃斯科斯
埃斯科斯（法語：Escosse，法語發音：[ɛskɔs]）是法国阿列日省的一个市镇，属于帕米耶区。

## 地理
埃斯科斯（43°7'27"N, 1°32'59"E）面积14.83 平方千米，位于法国奧克西塔尼大區阿列日省，该省份为法国西南部内陆省份，西部和北部与上加龙省接壤，东临奥德省，东南至东比利牛斯省接壤，南与安道尔和西班牙接壤。
与埃斯科斯接壤的市镇（或旧市镇、城区）包括：贝扎克、莱斯库斯、马迪耶尔、帕米耶、圣米歇尔、安藏。

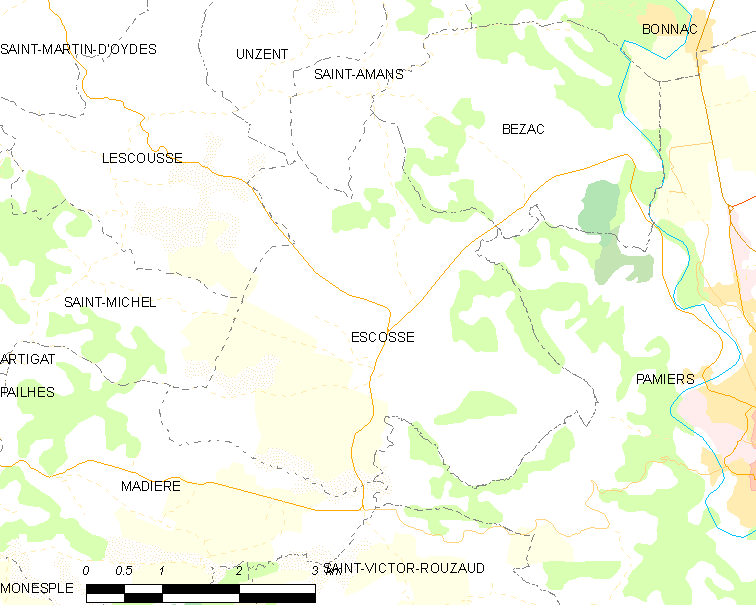
埃斯科斯的OSM定位图

埃斯科斯的时区为UTC+01:00、UTC+02:00（夏令时）。

## 行政
埃斯科斯的邮政编码为09100，INSEE市镇编码为09116。

## 政治
埃斯科斯所属的省级选区为帕米耶第一县。

## 人口

1962-2008年间埃斯科斯人口变化图示

埃斯科斯于2022年1月1日时的人口数量为362人。